# Vetési Albert
Vetési Albert (Hangácsi; ? , 1410 körül – ? , 1486. jún. 18. előtt) püspök, diplomata.

## Életpályája
Vetési Albert a Kaplon nemzetségbeli Vetési családból származott, apja Vetési Jakab szatmári alispán volt. A Vetési család Szatmár vármegye módosabb birtokos nemességéhez tartoztak, s a vármegyei életben játszottak meghatározó szerepet. A család Vetésen is birtokos maradt a 19. századig, amikor is férfi ágon kihalt.
Tanulmányait a Bécsi Egyetemen kezdte, később olasz egyetemen folytatta, így szerepelhetett 1433-ban Rómában, Zsigmond király kíséretében, 1446-tól 1456-ig erdélyi kanonok volt. Először mint diplomatát az osztrák rendekhez küldték. 1452-ben Hunyadi titkáraként Ágoston győri püspökkel és Töttös Lászlóval Milánóban volt követ. 1455-ben királyi szolgálatba lépett, majd ismét Rómában, Velencében és Nápolyban lett követ. III. Kallixtusz pápa megkedvelte és apostoli protonotáriussá nevezte ki. 
1456–1457-ben erdélyi prépost, 1457–1458-ban nyitrai püspök lett, 1458–1459-ben alkancellár, 1459-től 1486-ig pedig veszprémi püspök és titkos kancellár. 
Mátyás király idejében mint vezető diplomata volt, további követségekben: 1459-ben Rómában, 1463-ban Velencében és Rómában, majd 1471-ben Rozgonyi Jánossal Regensburgban és 1473-ban a cseh-lengyel-magyar béketárgyalásokon  vett részt. 
Utolsó küldetése Tuz János bánnal volt Velencébe és Rómába, ahonnan Nápolyba ment és a Mátyás és Beatrix közötti házasságot kötötte meg. 
1486. jún. 18. előtt hunyt el, 1957-ben a veszprémi várban lévő Szent György-kápolna feltárása során sírját is megtalálták.